# Qinngorput

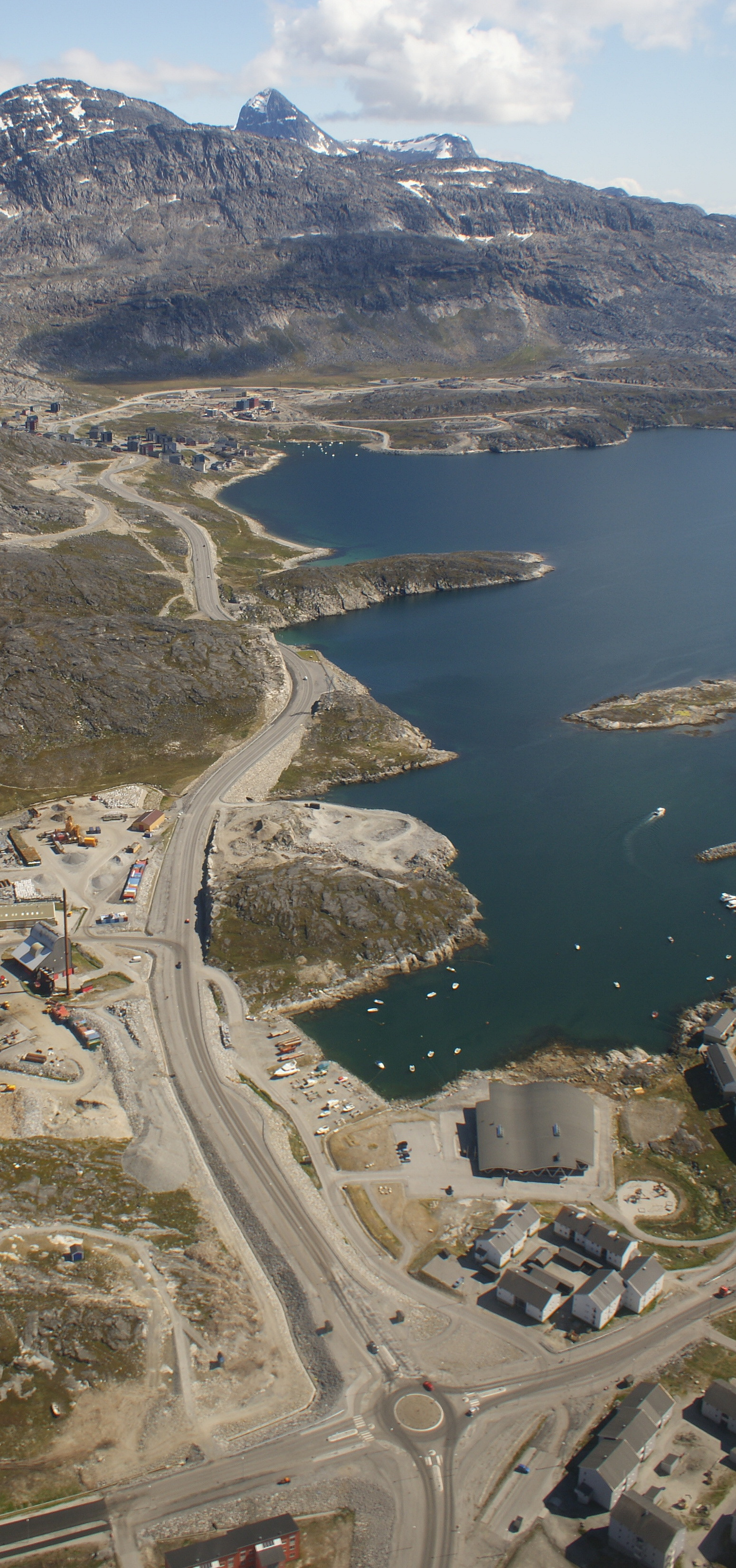
Vista aérea de la carretera a Qinngorput

Qinngorput es un pequeño barrio de reciente construcción sito hacia el este-noreste de Nuuk, la capital de Groenlandia, cerca del Aeropuerto de Nuuk, a unos 8 km del centro de la ciudad. Cuenta con apenas 200 habitantes, pero el número de construcciones está aumentando.
Este distrito es un nuevo barrio de una ciudad creciente; toda su zona consiste en edificios levantados desde mediados de los años 1990 y forma parte del nuevo plan de ordenación urbana de Nuuk. La cercana zona de Nuussuaq fue erigida a propósito a finales de los años 1980 con la intención de minimizar los costes auxiliares de la ciudad, como las conducciones de agua, cableado eléctrico y comunicaciones.